# Krze (Frombork)
Krze (deutsch Koggenbusch) war ein Ort in der polnischen Woiwodschaft Ermland-Masuren. Die Ortsstelle befindet sich im Gebiet Stadt-und-Land-Gemeinde Frombork (Frauenburg) im Powiat Braniewski (Kreis Braunsberg).
Die Ortsstelle von Krze liegt im Nordwesten der Woiwodschaft Ermland-Masuren, neun Kilometer südwestlich der Kreisstadt Braniewo (Braunsberg).
Das einstige Koggenbusch, im Jahre 1785 als Amts-Hirtenhaus erwähnt, bestand aus einem kleinen Gehöft. Bis 1945 war es ein Wohnplatz der Stadt Frauenburg (polnisch Frombork) im ostpreußischen Kreis Braunsberg. Im Jahre 1910 zählte Koggenbusch acht Einwohner.
Nach der Abtretung des gesamten südlichen Ostpreußen an Polen im Jahre 1945 erhielt Koggenbusch die polnische Namensform „Krze“. Der kleine Ort fand aber keine reguläre Erwähnung mehr und dürfte in der Stadt Frombork aufgegangen sein. Offiziell gilt er als untergegangen. Sein Ortsstelle ist kaum noch wahrnehmbar. Sie gehört zum Stadtgebiet, das seinerseits in die Gmina Frombork eingemeindet ist.
Kirchlich war Koggenbusch ebenfalls mit der Stadt Frauenburg verbunden – mit der  römisch-katholischen Pfarrei und auch mit der dortigen evangelischen Kirche.
Die Ortsstelle von Koggenbusch resp. Krze liegt östlich der Woiwodschaftsstraße 505, die von Frombork nach Baranówka (Schafsberg) und weiter bis Młynary (Mühlhausen i. Ostpr.) und Pasłęk (Preußisch Holland) führt.